# Southern Football League Premier Division Central
Southern Football League Premier Division Central är den ena av två divisioner som ligger högst upp i den engelska fotbollsligan Southern Football League. Den andra divisionen i ligan på samma nivå heter Southern Football League Premier Division South.
Divisionen skapades inför 2018/19 års säsong då den tidigare Southern Football League Premier Division delades upp i två.
Divisionen ligger på nivå sju i Englands ligasystem för fotboll. Uppflyttning sker till National League South eller National League North och nedflyttning till Southern Football League Division One Central.